# Pérouges
Pérouges è un comune francese di 1 241 abitanti situato nel dipartimento dell'Ain della regione dell'Alvernia-Rodano-Alpi.

## Luoghi d'interesse
- Città medievale di Pérouges

## Società

### Evoluzione demografica
Abitanti censiti